# Commission de la sauvegarde des espèces
Pour les articles homonymes, voir CSE.
La Commission de la sauvegarde des espèces ou CSE (Species Survival Commission en anglais, abrégée SSC) est une commission spéciale de l'Union internationale pour la conservation de la nature (UICN). Son rôle principal est de « fournir des informations à l'UICN sur la conservation de la biodiversité, la valeur inhérente des espèces, leur rôle dans la santé et le fonctionnement de l'écosystème, la fourniture de services écosystémiques et leur soutien aux moyens de subsistance de l'Homme ».